# Bruno Weinmeister
Bruno Weinmeister (Salisburgo, 22 novembre 1972) è un violoncellista e direttore d'orchestra austriaco.

## Vita
Ha studiato violoncello a Basilea, Salisburgo e Berlino con Heidi Litschauer, Wolfgang Boettcher e Heinrich Schiff e direzione d´orchestra alla Musikhochschule Hannover con Eiji Oue.
Dal 1997 al 2001 è stato spalla dei violoncelli alla Staatskapelle Dresden.
Dal 2001 svolge l'attività come musicista da camera e solista.
Ha suonato con numerose importanti orchestre ed è stato assistente di Claudio Abbado al prestigioso Festival di Lucerna, in Svizzera.
Il 31 marzo 2010 ha diretto la Roma Tre Orchestra al Teatro Palladium di Roma, inaugurando una collaborazione proseguita l'autunno successivo a Palazzo Barberini.